# Djursholms köping
Djursholms köping var en köping och kommun i Stockholms län.

## Administrativ historik
Köpingen bildades 1901 genom en utbrytning ur Danderyds landskommun där Djursholms municipalsamhälle inrättats 6 juni 1890. 
Köpingen ombildades 1914 till Djursholms stad som 1971 uppgick i Danderyds kommun.
Köpingen tillhörde Danderyds församling.